# Anthurium flavescens
Anthurium flavescens är en kallaväxtart som beskrevs av Eduard Friedrich Poeppig. Anthurium flavescens ingår i släktet Anthurium och familjen kallaväxter. Inga underarter finns listade.